# Ницаха
Ница́ха — село в Україні, у Тростянецькій міській громаді Охтирського району Сумської області. Населення становить 648 осіб. Колишній орган місцевого самоврядування — Ницахська сільська рада.
Після ліквідації Тростянецького району 19 липня 2020 року село увійшло до Охтирського району.

## Географія
Село Ницаха знаходиться на правому березі річки Ворсклиця та на лівому березі балки Яр Дубня, вище за течією на відстані 4,5 км розташоване село Рябівка, нижче за течією на відстані 2,5 км розташоване село Березівка, на протилежному березі — село Солдатське. По селу протікає пересихаючий Яр Вільховець з загатою.

## Історія
1650 рік - дата заснування. 
За даними на 1864 рік у казеному селі Дернівської волості Охтирського повіту Харківської губернії мешкало 949 осіб (467 чоловічої статі та 482 — жіночої), налічувалось 118 дворових господарств, існувала православна церква.
Станом на 1914 рік кількість мешканців зросла до 1763 особи.

## Населення

### Мова
Розподіл населення за рідною мовою за даними перепису 2001 року:
| Мова            | Кількість | Відсоток |
| --------------- | --------- | -------- |
| російська       | 545       | 84.10%   |
| українська      | 101       | 15.60%   |
| білоруська      | 1         | 0.15%    |
| інші/не вказали | 1         | 0.15%    |
| Усього          | 648       | 100%     |

## Археологічний комплекс
Археологічний комплекс роменської культури і давньоруської культури складається з 2-х городищ, селища, а також курганного та ґрунтового могильників. Городища розташовані на двох суміжних мисах корінного берега р. Ворсклиця; селище й могильники — на прилеглій до них частині плато (загальна площа бл. 8 га). Відомий із середини 19 ст. Розкопувався В.Городцовим та К.Мельник на початку 20 ст., О.Сухобоковим 1970–89. Розкопана площа різних частин комплексу становить 1500 м². Специфіка здобутих матеріалів дає підстави розглядати комплекс як поселення міського типу давньоруської доби, яке розвинулося з міжплемінного центру сіверян (8 — поч. 11 ст.) і загинуло в 30-ті рр. 13 ст.

## Відомі люди

### Відомі уродженці
- Яковлєв Микола Іванович (1948) — український вчений в галузі теорії художнього формоутворення, архітектор, педагог. Член Національної спілки архітекторів України. Дійсний член (академік) Національної академії мистецтв України (2004). Доктор технічних наук (1999), професор (2001). Заслужений працівник освіти України (2004).